# 녹색당 (대한민국)
녹색당(綠色黨)은 대한민국의 생태주의 여성주의 정당이다. 강령상의 주요 이념은 생명 공존과 평등, 기후위기 대응, 비폭력, 풀뿌리 민주주의이며 소수자 운동을 기반으로 하여 퀴어문화축제의 주요 구성원이기도 하다. 
2012년 3월 4일, '녹색당'으로 창당했으나, 19대 총선 결과, 지역구 및 비례대표에서 의석 획득에 실패하고 정당득표에서도 0.48%을 얻어 등록 취소되어 4년간 동일 당명을 사용하지 못하는 규정에 의거, 2012년 10월 녹색당 더하기로 당명을 바꾸어 재창당하였으나, 해당 조항인 정당법 제41조4항, 제44조1항3호가 2014년 1월 28일 헌법재판소의 위헌 소송 이후의 판결에 따라 무효화되어 2014년 2월 19일에 중앙선거관리위원회의 승인으로 원래 당명 녹색당을 되찾았다. 현재 중앙선거관리위원회 등록 명칭은 '녹색당'이다.

## 역사

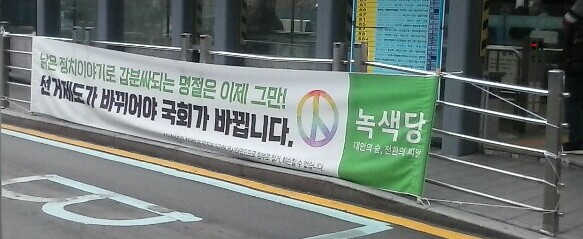
녹색당의 현수막 (부산시당)

이명박 정부가 출범한 이후, 4대강 사업과 한미 자유 무역 협정(FTA)을 적극 추진하면서 환경이 파괴되는 것과 농민 등을 중심으로 농업에 대한 피해를 우려하는 목소리가 커져 갔다. 또한 토건사회의 삶의 방식 그리고 경제 성장 지상주의에 대한 반감이 높아진 가운데, 2011년 3월 일본에서 발생한 후쿠시마 원자력발전소 사고는 원전 반대와 탈핵에 대한 공감대 확산에 영향을 주었다.
2012년의 총선 및 대통령 선거를 앞둔 2011년 10월 30일, 풀뿌리 운동가들과 생태적 삶에 관심을 갖고 있던 시민들을 중심으로 첫 창당 발기인 대회 ‘Green Party’를 개최한 데 이어, 11월 5일 경기도에서 창당 준비위원회를 개최하였다. 여기에 시민운동가인 하승수 변호사, 김종철 녹색평론 발행인, 김현 전 풀뿌리자치연구소 연구위원, 오관영 함께하는 시민행동 좋은예산센터 상임이사 등이 주도적으로 참여했다.

### 창당과 2012년 총선
2012년 3월 4일에 창당 대회를 열었다. 창당 대회에서는 당수에 해당하는 공동운영위원장에 풀뿌리운동가 이현주와 전 환경운동연합 대표 김석봉이 선출되었다. 창당과 함께 채택된 강령에서 녹색당은 ‘성장과 물신주의, 경제지상주의를 넘어서는 정당, 화석연료를 넘어선 태양과 바람의 정당, 녹색가치의 정당, 반정당의 정당’으로 규정하고 생태적 지혜, 사회정의, 직접 참여 풀뿌리 민주주의, 비폭력 평화, 지속가능성, 다양성 존중의 가치를 표방했다.
그해 4월 11일 총선에서는 경북 영양 영덕 봉화 울진에 박혜령 후보가, 부산 해운대 기장을에는 구자상 후보가 출마했다. 이 두 선거구는 모두 핵발전소가 들어섰거나 들어설 수도 있는 지역이었다. 이들은 당초 야권 유일 후보로 선거를 치를 것으로 예상되었으나, 두 지역 모두에서 민주통합당이 급작스럽게 후보를 냈고 통합진보당도 민통당 후보들을 야권단일후보로 승인함으로써 녹색당은 외로운 싸움을 전개한다. 비례대표 후보 명단에는 에너지전환 전문가인 녹색연합 출신 이유진(1번), 4대강사업에 맞서 싸운 두물머리 농민 유영훈(2번), 녹색당 창당에 계속 도전해왔던 활동가 장정화(3번)가 올랐다.
한편, 녹색당 창당 과정에는 서형원 과천시의원, 김수민 구미시의원 등 2명의 지방의회 의원이 참여했다. 19대 총선에서 녹색당은 전국적으로 10만 3811표, 0.48%의 득표율을 기록해 정당등록이 취소됐다. 2012년 대선에는 후보를 내지 않고 대선 후보들의 핵발전 정책을 검증하여, 3명의 대선 후보(무소속 김소연, 무소속 김순자, 민주통합당 문재인)를 '탈핵 후보'로 선정했고, 새누리당 박근혜 후보를 '친핵 후보'로 규정했다.

### 등록취소와 '녹색당' 당명 회복
녹색당은 총선 이후 2012년 5월 등록 취소에 대해 무효소송을 냈으며 등록취소와 당명 사용금지를 규정한 정당법에 대해 헌법소원을 신청했다. 한편으로는 녹색당 더하기라는 명칭으로 재창당을 준비했다. 10월 13일, 충청남도 홍성군 홍동면 문당리 환경농업 교육관에서 재창당 대회를 개최하였다. 한편 같은 시기에 재판부는 위헌소원이 헌법재판을 받을 만한 이유가 있다 판단하여 대한민국 헌법재판소에 헌법재판을 열도록 했다. 결국 2014년 1월 28일 헌법재판소는 정당법 제41조4항, 제44조1항3호 위헌 판결을 내렸다. 2014년 2월 19일에 중앙선거관리위원회는 제2014-16호 공고를 통해 ‘녹색당더하기’라는 명칭이 ‘녹색당’으로 변경되었음을 공지했다.

### 2014년 동시지방선거
당명을 되찾은 녹색당은 2014년 6월 4일 열린 전국동시지방선거에 11명의 지역구 후보와 12명의 광역비례대표 후보를 내보냈지만 전원 낙선했다. 과천시장 선거에 도전한 서형원 과천시의원은 정의당 소속 황순식 후보와의 후보단일화 경선에서 승리하였으나 득표율 19%를 기록하며 3위를 기록했고, 김수민 구미시의원도 150여표 차이로 재선에 실패해 아쉬움을 남겼다. 한편 광주 북구의원 선거에 나선 박필순 후보, 전남 보성 지역에서 도의원 선거에 출마한 최혁봉 후보 등은 비록 낙선했지만 호남 지역에서 녹색당이 새정치민주연합에 대항할 수 있다는 잠재력을 확인시켜주었다. 비례대표 득표에서는 전남 신안, 경남 산청 등 귀농인 인구가 비교적 많은 지역에서 선전하였다.

### 제3기 대표단 선거 이후
2014년 9월 제3기 대표단 선출을 진행했다. 여성 운영위원장 후보로는 이유진 당시 정책위원장, 정유진 당원이, 남성 운영위원장 후보로는 하승수 공동운영위원장, 김수민 전 구미시의원, 안준혁 전 청년녹색당 운영위원장이 출마했다. 공동정책위원장 선거는 단선으로 김은희 여성정치세력민주연대 대표, 한재각 에너지기후정책연구소 부소장이 각각 여·남 후보로 출마했다. 공동운영위원장 당선자는 이유진·하승수, 공동정책위원장 당선자는 김은희·한재각이었다. 또 전국운영위원회를 열어 전국사무처 활동가인 고이지선을 전국사무처장으로 임명했다. 고이지선은 보기 드문 30대 정당 사무총괄책임자로도 알려져 있다.
당선된 대표단은 2016년 총선 승리를 위한 준비에 조속히 착수했고, 그 일환으로 김현 전 전국사무처장을 조직강화특별위원장에, 김수민 전 구미시의원을 언론홍보기획단장에 임명했다. 녹색당은 조직강화특위를 중심으로 '1만 명'을 목표로 당원배가운동을 전개했고, 언론홍보기획단의 기획으로 '주간 3분 녹평' 시리즈, 학교 인조잔디 유해물질 폭로 등을 진행해왔고 다양한 분야에서 보폭을 넓혀왔다.
2015년 초 진보 진영의 통합을 위한 원탁회의 제안이 들어오자 녹색당은 "우리는 '원탁의 기사' 아닌 로빈 후드"라고 응수하며 독자 노선을 다시 한 번 천명하였다.

### 2016년 총선
녹색당은 2016년 총선 목표를 '정당명부 득표율 3% 이상으로 원내 진출'로 잡았다. 2015년 11월 하순, 비례대표 후보 경선을 진행했으며, 밀양송전탑반대대책위원회 이계삼 사무국장, 오늘공작소 신지예 대표, 1인밴드 '하늘소년' 김영준, 기본소득청'소'년네트워크 김주온 운영위원, 영화감독 황윤, 전)부산환경운동연합 대표 구자상 등이 출마했다. 그 결과 황윤, 이계삼, 김주온, 구자상, 신지예가 비례대표 후보 1~5번으로 결정되었다.
지역구 후보로는 공동운영위원장 하승수, 이유진이 각각 서울 종로와 서울 동작갑 지역구로 출마할 예정이다. 이유진 위원장은 모든 정당의 제20대 총선 출마예정자 중 가장 먼저 지역당원들의 출마 승인을 받았다. 경기 과천, 의왕 지역에서 홍지숙 예비후보가, 대구 달서갑에 변홍철 예비후보가 등록한 상태다.

### 2018년 지방선거
서울특별시장 후보로 신지예가 출마하였고, 제주특별자치도지사 후보로 고은영이 출마하였다.

### 2020년 총선
제21대 국회의원 선거에 ‘기후위기 막을 녹색당을 국회로!’라는 슬로건으로 지역구 후보자 없이, 비례대표 후보자만 5명을 냈다.

#### 7대 정책 공약
1. 기후위기 막고 삶을 지키는 ‘그린뉴딜’
2. 차별·폭력·혐오에 맞서는 페미니즘
3. 모두를 위한 주거권 보장
4. 전국민 기본소득 단계적 현실화
5. 아무도 죽지 않는 노동관련 보장
6. 동물학대 제로사회 동물원 보장
7. 건강한 먹거리와 식량주권

#### 비례대표 후보자
1번 고은영으로 2020년 3월 현재 제주녹색당 공동운영위원장이다. 2018년 제7회 전국동시지방선거에 제주특별자치도지사 후보로 출마하였다.
2번 김혜미로 2020년 3월 현재 청년녹색당 공동운영위원장이다.
3번 성지수로 2020년 3월 현재 성폭력반대연극인행동 활동가다.
4번 김기홍으로 2020년 3월 현재 제주퀴어문화축제 조직위원회 공동조직위원장이다. 2018년 제7회 전국동시지방선거에 비례대표 제주특별자치도의회 의원 후보로 출마하였다.
5번 최정분으로 2020년 3월 현재 로컬푸드 행복장터 운영자다.

### 2024년 총선
대한민국 제22대 국회의원 선거를 앞둔 2024년 2월 3일, 녹색당은 정의당과 선거연합을 결성하였다. 이 연합의 결과로 정의당이 녹색정의당으로 당명을 변경하였으며, 녹색당측 후보와 지도부는 녹색정의당에 입당해 선거를 치르게 되었다. 그러나 녹색정의당은 모든 후보가 낙선하였으며, 선거 이후 녹색정의당은 선거 연합이 끝나 정의당으로 환원되었다. 선거 연합이 끝나면서 녹색정의당에 참가했던 녹색당측 인사들은 원래 소속 당으로 돌아갔다.

## 주요 정책 활동
녹색당은 '환경보호'의 테두리를 벗어나 지구정치경제시스템의 변혁과 대안적 살림살이 등 의제 전반에 걸쳐 대안을 제시하고 있다. 일각에서는 기성 진보정당과의 노선차이에 대해 궁금하다는 반응을 보이고 있다. 그러나 녹색당이 유일하게 실천하거나, 가장 앞장서는 분야들이 많다. 그 사례로는 '탈핵에너지전환기본법', '방사능으로부터 안전한 학교급식', '공장식축산 반대운동', '기본소득' 당론, 청와대 정보기록 실태 폭로, '학교 인조잔디 금지 제안', '초미세먼지를 없애기 위한 자동차 수요 억제' 등이 있다.

### 탈핵 및 에너지전환과 녹색경제
녹색당은 창당 직후 '탈핵에너지전환 기본법'을 제시했다. 녹색당은 한국 정부가 전력수요를 부풀려 전기를 과잉공급하고 있다고 진단하고 있으며, 전력수요관리를 통해 신규 핵발전소 건설을 백지화해야 한다는 '전력수급기본계획 대안 시나리오'를 제시했다. 또한 태양광 등 신재생에너지와 LNG와 같은 과도에너지를 이용한 에너지전환으로 기존 핵발전소까지 단계적으로 폐쇄하는 것이 가능하다고 보고 있다.
녹색당은 고리1호기 폐쇄 결정 이후부터는 영덕 신규 핵발전소 저지 투쟁에 앞장서고 있다. 총선 출마자였던 박혜령 당원 등 영덕 현지 당원들이 지역 반핵운동의 전면에 서 있고, 주민투표를 앞두고는 활동가들을 파견하기도 했다. 그러자 <동아일보>>, <문화일보> 등 친핵 언론들은 녹색당을 "외부세력"으로 지칭하며 공격하고 나섰고, 녹색당은 이 언론들에게 "주민투표에서 손 떼라"라고 응수했다. 한편 11월 11일~12일 열린 영덕 핵발전소 찬반 주민투표는 주민 1만 1천 여명이 투표한 가운데 91.7%의 반대율을 확인하였다.

### 좋은 먹거리를 만드는 모두가 조금씩 농민인 나라
방사능, GMO(유전자조작식품), 식품첨가물과 싸우는 정당으로서 활동을 전개하고 있다. '방사능으로부터 안전한 학교급식 조례'의 모범안을 작성한 것도 녹색당이다. 현재는 일본산 수산물 전면 금지를 주장하며 먹거리 안전을 심각하게 위협하는 TPP(환태평양 경제동반자협정)를 강력 반대하고 있다. 이러한 녹색당의 먹거리 정책은 곧 농업정책으로 이어진다. 극도로 낮은 식량자급률을 끌어올리고 자연을 덜 착취하는 방식으로 농사를 짓자는 것이다. 소농의 육성을 위해 농민기본소득을 지급하자는 정책을 창당 당시부터 역설하고 있다. 또 당내에 설치된 농업먹거리특별위원회는 '농가 소규모 식품가공사업 육성 및 지원에 관한 조례'의 모범안을 제시하기도 했다.

### 기본소득: 기초연금 강화, 청년배당
녹색당의 대표적인 민생경제 정책. 하승수 운영위원장이 직접 나서서 전파하고 있다. 2015년 전국 대의원대회에서 당론으로 채택되었고, '과로와 빈곤을 끝장내자 - 시민에게 기본소득', '불로소득 세상 뒤집는 - 모두에게 기본소득'을 슬로건으로 내세우고 있다. 기본소득은 모든 시민에게 조건 없이 현금을 지급하는 제도로, 빈곤과 긴 노동시간 그리고 파괴적 경제개발을 타파하며 기존 복지시스테의 한계를 극복하는 정책으로 알려져 있다. 재원 마련 등에 대해 의문과 비판이 제기되는 한편, 기계화와 자동화로 고용창출이 갈수록 어려워지는 사회에서 생활보장을 위한 현금 지원이자 임금은 없지만 높은 가치를 가지는 시민운동, 예술 활동, 돌봄노동 등을 보조하는 수단으로 평가되기도 한다. 녹색당은 다른 야당들이 국민연금 소득대체율 인상을 주장할 때 노인기본소득을 목표로 기초연금 강화를 주장했다. 최근에는 '마음 놓고 출발해보자 - 청년에게 기본소득'을 주장하고 있다.

### 생명권: 인권에서 동물권까지
'성소수자 장애인 이주민 인권 특별위원회'의 경우 당내에서 가장 활발히 움직이는 조직으로 꼽힌다. 장애인등급제와 부양의무제 철폐, 서울시 인권헌장 파기 규탄, 장애인 이동권 보장 등을 줄곧 역설하고 관련 행동에 뛰어들었다. 얼핏 타 진보정당과 내용이 거의 겹쳐보이지만, 소수자 당사자들이 당원으로 많이 참여하고 있는 것이 녹색당의 특징이다. 또한 인권에 머물지 않고 생명권이라는 개념을 쓰고 있는 정당이기도 하다.
'동물복지 제1당'을 자임하는 녹색당은 2013년 공장식 축산에 대해 헌법소원을 제기했다. 헌법재판소는 관련된 현행 법령이 합헌이라고 인정했지만, 공장식으로 만든 축산물을 섭취하는 경우 인간의 건강도 악화될 우려가 있다며 "국가는 건강하고 위생적이며 쾌적한 시설에서 가축이 서식할 수 있도록 함으로써 국민의 기본권을 보호할 구체적인 헌법상 의무가 있다"고 밝혔다. 녹색당은 또 '카라', 동물권을옹호하는변호사모임(동변) 등과 함께 CJ제일제당, 홈플러스 등이 실상은 닭을 가둬서 키우면서도 마치 방사 사육한 것처럼 과장 내지 허위 광고를 했다는 사실을 밝히기도 했다. 한편, 녹색당 당원들은 길고양이 TNR 및 급식소 운영을 제안하는 활동을 펴왔으며 정당으로서는 유일하게 길고양이를 돌보는 과정에서 탄압과 어려움을 겪는 이른바 '캣 맘'에 대한 응원 논평을 써서 화제를 불러일으켰다. 동물권 문제를 다뤄온 영화감독 황윤, 생명권 변호사 장서연 등이 당원으로 가입했으며 '개나소나'라는 동물권 의제 모임도 결성되어 있다.

### 청와대와 국정원, 홍준표를 상대로 한 정보공개투쟁
녹색당은 2014년 4월 16일 세월호 참사 당일 대통령의 행적에 관해 정보공개청구를 요청했고 청와대의 비공개결정에 반발해 행정소송까지 제기했다. 그 결과, 당시 박근혜 대통령의 상세한 행적을 파악하지는 못했지만, 구두로 대통령에게 보고하거나 대통령이 지시한 내용이 기록으로 생산ㆍ관리되지 않는 등 청와대가「대통령 기록물관리에 관한 법률」을 위반하고 있음을 밝혀냈다.
한편 2013년 4월, 일본의 환경운동가 반 히데유키가 입국 금지된 배경을 조사하다 국정원이 개입되어 있다는 정황을 밝혀내 독립언론 <뉴스타파>와 공동으로 특종 보도하기도 했다.
녹색당은 홍준표 경남도지사의 무상급식 중단 선언 직후, 홍 지사의 접대비 내역을 폭로하며 "홍준표는 업무추진비 카드를 자르라"는 화제의 논평을 발표했다. 그리고 경남 지역 녹색당원들은 홍준표 경남도정이 광고홍보비를 대폭 인상한 것을 행정심판을 통해 밝혀내고, 무상급식은 끊고 도정홍보에는 적극적인 홍 지사의 이중적인 예산방침을 비판했다.

### 발암물질과 미세먼지 등 유해환경 없애기
녹색당은 2015년 5월 학교 인조잔디의 유해물질 검출 실태를 JTBC '뉴스룸'과 함께 폭로했다. 정부가 은폐했고 국회의원들도 관심을 가지지 않았던 자료가 원외정당의 노력으로 세상에 드러난 셈이다. 결국 적지 않은 학교가 인조잔디를 걷어내고 마사토 운동장으로 전환하는 성과가 있었는데, 인조잔디의 학교 설치 금지를 주장한 정당은 녹색당뿐이다.이 밖에도 녹색당은 지역별로 방역약품의 환경호르몬 및 발암 성분 사용 실태, 가습기 살균제 피해자 지원 등 유해물질을 생활 속에서 추방하는 활동을 벌였다. 또한 '초미세먼지에 맞서는 거대한 전환'을 내세우면서, 대중 일부의 반발 정서를 무릅쓰고 자동차 수요 억제 정책을 제시했다.

### 탈토건
대한민국의 토건 경제는 건설대자본을 먹여 살릴 뿐 공공 재정을 낭비하고 하층 노동자, 여성을 배제하고 생태환경을 파괴한다는 비판을 받고 있다. 대표적인 사례가 4대강사업으로 이에 대항하며 녹색당이 창당된 측면도 있다. 근래 녹색당은 설악산 등 케이블카 설치에 환경단체와 공동으로 저항하고 있다. 또 전국 각지의 당원들이 주민의 터전을 수몰시키는 댐 건설이나 무분별하게 산림을 훼손하며 민간자본의 이익을 중심으로 진행되는 풍력 발전 등에 대해 반대 투쟁을 전개했다. 영양댐 건설이 아직 강행되지 않은 원인으로 영양 지역 당원들의 저지 투쟁이 거론되기도 한다.

### 과로와 직업병 없는 노동
녹색당은 노동 정책에서 특히 '노동시간단축'에 역점을 두고 있다. 고용안정이나 임금인상은 당장의 목표는 될 수 있어도 삶의 목적은 아니며, 과도한 노동에서 탈피하여 휴식시간을 늘리고 자율적인 일에 시간을 써야 한다는 것이다. 또 한편으로는 직업병 및 산업재해를 없애는 '녹색의 공장 침투'가 회자되고 있으며 그 일환으로 삼성 직업병 문제를 다루는 '반올림'의 '이어말하기' 행사에 당원들이 연이어 출연한 바 있다.

### 프라이버시는 녹색
독일 녹색당 당원 말터 슈피츠가 <내 데이터를 가져다 뭐하게>라는 책을 냈듯, 과학기술의 성찰 없는 진보가 가져오는 프라이버시 침해도 녹색당이 앞으로 다룰 주요 의제로 꼽힌다. 녹색당은 드론(무인비행기)에 의한 인권 침해를 강하게 비판하는 논평을 발표하며 신성장동력으로 찬양되기만 하는 드론, 빅데이터, 사물인터넷 등의 위험을 예리하게 진단하였다.

### 국제 연대
녹색당은 세계녹색당연합(글로벌 그린스)에 가입되어 있는 세계주의 정당으로서 국제 연대에도 관여해왔다. 특이한 점은 녹색당의 국제 또는 해외 문제 논평이 커다란 반향을 불러 일으켰다는 점이다. 한국 정부의 불량한 난민 정책 비판, 그리스 시리자 정권의 국민투표 추진에 대한 지지 표명 등이 그 사례다.

### 기존 진보정당과의 차이
전통적인 진보정당은 '노동'에 가치의 중심을 두고 노동자들(그리고 농민과 민중)의 표심을 얻으려고 한다. 그런데 이들이 역사 발전의 주체로 상정하는 노동자계급은 자본과 대립하기만 하는 것이 아니라, 많은 경우 동일한 이해관계를 형성하고 심지어는 생태적이고 인간적인 세계로 나아가는 전환의 논리에 반대하기도 한다. 과거 민주노동당에서도 정책 대안을 내놓을 때마다 이를 경계하는 관련 노동조합이 당사를 방문해서 정책 철회를 주문하는 사례들이 있었다.
반면 녹색당은 고정된 지지 계층을 상정하지 않는 성향이 있다. 때로는 매우 폭넓은 호감을 받고, 때로는 다수 대중의 심기를 거스르기도 한다. 녹색당은 특정 이익집단의 압력으로부터 상당히 자유롭고, 당장에 큰 지지율을 얻으려 하지 않는다. 이것이 기존 진보정당을 포함한 기성 정당들과 확연히 다른 점이다.
기존 진보 진영은 '분배를 통한 성장'이나 '소득주도성장'을 내거는 등 '성장주의'에서는 보수 진영과 큰 차이가 없었다. 하지만 녹색당은 경제성장이 번영과 존엄을 담보하지 않으며 많은 경우 오히려 파괴와 불평등으로 치닫는다며, GDP에 사활을 걸지 않는 '탈성장' 노선을 지향한다.

## 특징
녹색당에는 대한민국의 다른 정당과 구별되는 것으로 다음과 같은 것들이 있다.

### 여성>남성
진성 당원의 54%가 여성이다(2015년 10월 기준). 여성 당원이 더 많은 것은 대한민국에서 최초로 여겨질 뿐만 아니라, 대한민국 이외의 진보적인 정당에서도 쉽게 찾기 힘든 현상이다.

### 당원 연령과 청년녹색당
진성 당원 가운데 40대가 38.2%로 가장 많다. 50대 이상 당원은 24.8% 가량이다. 10대~30대 당원은 37%에 이르며 타 정당보다는 비교적 청년 정당으로서의 면모가 강한 편. 다른 정당에는 없는 자율적이고 독자적인 청년조직, 청년녹색당이 있다. 새정치민주연합의 청년 비례대표 입후보 기준이 만 45세인 것에 비해, 청년 녹색당의 가입 기준은 35세 이하다.

### 특색있는 당가
녹색당 노래의 노랫말은 당원 공모를 거쳐 완성되었고 작곡은 한국대중음악상 수상자였던 윤영배 당원이 맡았다. 당가는 당원 여럿이 부른 합창 버전, '불독맨션' 출신 이한철 씨가 부른 록 버전, 시와(Siwa) 씨가 부른 포크 버전으로 다양하게 만들어졌는데, 음질 문제로 앞의 두 버전은 전해지지 않고 연주와 보컬 그리고 녹음 상태가 모두 퀄리티가 높은 포크 버전만 검색 가능하다. 이 곡의 기타는 이상순 당원(롤러코스터 출신)이 연주했다.

### 추첨제 민주주의
당의 최고대의기관인 대의원대회의 구성원인 대의원을 추첨으로 뽑고 있다. 90%를 지역과 성별을 기준으로 배분하고 있으며 10%는 장애인, 이주민, 성소수자 당원들에게 할당된다.

### 여남 동수 공동위원장 체제
전국운영위원장, 전국정책위원장, 각 광역시도당 위원장은 여성과 남성 1명씩으로 구성하는 여남동수공동위원장 제도를 채택하고 있다.

### 국회의원직과 당 대표직의 분리
2016년 총선에서 국회의원을 배출할 경우 의원이 전국당의 운영위원장이나 정책위원장을 겸임할 수 없도록 하는 당규를 보유하고 있다. 의원 총회로 당론을 결정하는 기성 보수 정당과 대조적이다. 국회의원은 당의 지휘자가 아니라 당활동을 의회에서 수행하는 당원이며, 국회의원 차원의 활동이 곧 당론인 것은 아니라는 정치철학을 반영하고 있다. 한편 더 많은 공직자 출신 당원을 배출하고 당 전체와 원내 활동의 유기적인 결합을 위해 비례대표 국회의원 임기를 2년으로 하는 임기순환제 역시 채택하고 있다.

### 지역당 연합
중앙당-지부의 개념을 깨고 각 지역의 조직을 하나의 정당처럼 인정하면서 이들의 연합으로 녹색당이 구성되어 있다는 '연방주의'에 기초한 조직 구성 원리를 갖고 있다.

## 주요 선거 결과

### 국회의원 선거
|  | 0% |

|  | 0.48% |

|  | 0% |

|  | 0% |

|  | 0.76% |

|  | 0% |

|  | 0% |

|  | 0.21% |

|  | 0% |

### 지방선거
|  | 0% |

|  | 0% |

|  | 0% |

|  | 0% |

|  | 0% |

|  | 0% |

|  | 0% |

|  | 0% |

|  | 0% |

|  | 0% |

|  | 0% |

|  | 0% |

## 같이 보기
- 대한민국의 에너지
- 대한민국의 정치